# Eichenbach
Eichenbach település Németországban, Rajna-vidék-Pfalz tartományban. Lakosainak száma 78 fő (2023. december 31.).

## Népesség
A település népességének változása:
| Lakosok száma | 61   | 72   | 70   | 74   | 76   | 78   |
|               | 1975 | 2017 | 2019 | 2021 | 2022 | 2023 |